# Mauro Staccioli
Mauro Staccioli (ur. 11 lutego 1937 w Volterrze, zm. 1 stycznia 2018 w Mediolanie) – włoski rzeźbiarz.
W 1954 ukończył Państwowy Instytut Sztuki w Volterrze, a w 1968 podjął pracę w liceum plastycznym w Mediolanie, którym kierował w latach 1974/75 i 1978/79. Współtworzył szkołę artystyczną w Lovere.

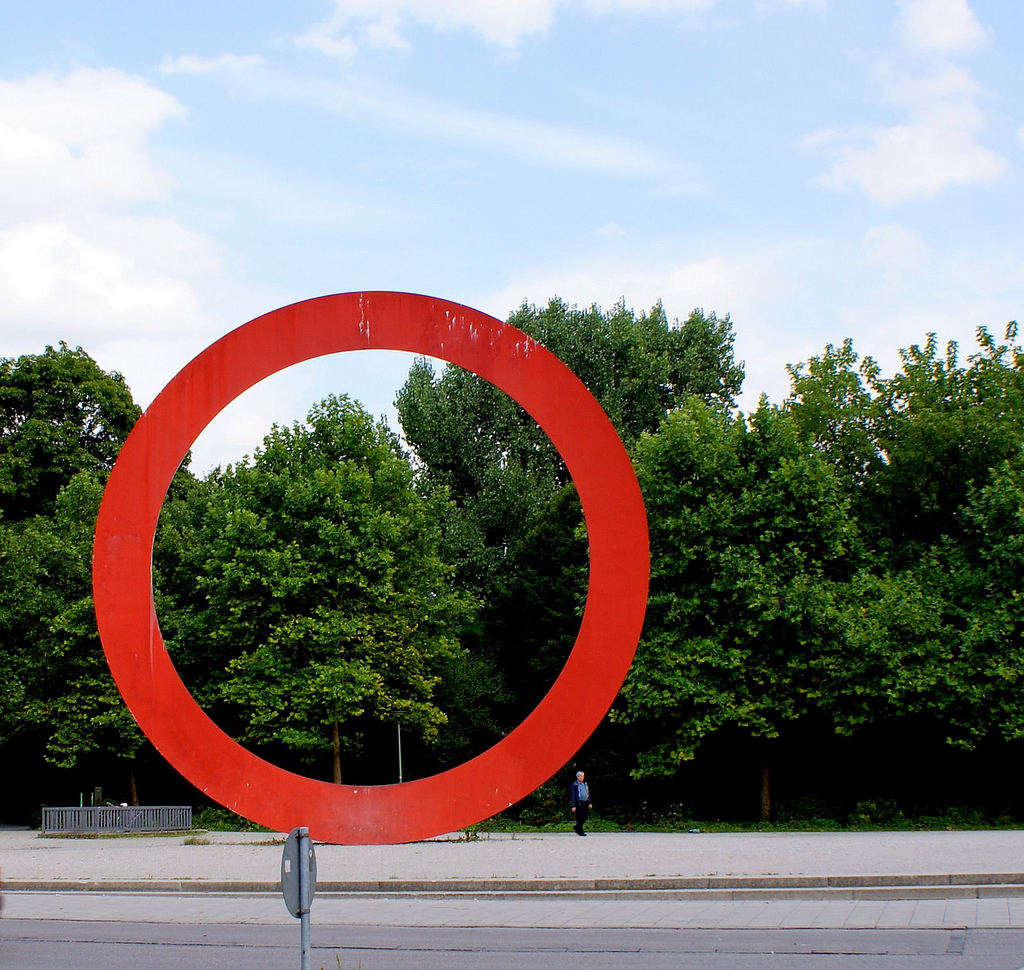
Pierścień (1996) w Monachium

Początkowo zajmował się grawerowaniem i malarstwem. Pod koniec lat 60. postanowił poświęcić się rzeźbie. Swoimi pracami chciał ukazywać ludziom inne postrzeganie znanych przez nich miejsc, a tworzone przez niego prace miały symbolizować znaki i ślady przejścia. Od lat 70. pracował w środowiskach miejskich organizując kompozycje niezwykle spójne dla otoczenia. Jego prace opierały się na prostym kształcie geometrycznym, takim jak okrągły pierścień, łuk lub trójkąt. Jako materiał często wykorzystywał beton lub stal.
Był członkiem Królewskiej Akademii Nauk i Sztuk Pięknych w Brukseli i Akademii Świętego Łukasza w Rzymie. Prace artysty można podziwiać np. w Brukseli, Monachium, Santa Monica i Seulu. 
Zmarł 1 stycznia 2018 w Mediolanie.